# Der Champ (1979)
Der Champ ist ein US-amerikanisches Filmdrama aus dem Jahr 1979 von Franco Zeffirelli. Es handelt sich um eine Neuverfilmung des 1931 von King Vidor gedrehten gleichnamigen Films. In den Hauptrollen sind Jon Voight, Faye Dunaway, Ricky Schroder und Joan Blondell zu sehen. Für Blondell war es der letzte Film, der zu ihren Lebzeiten veröffentlicht wurde. Acht Monate später starb sie an Leukämie.

## Inhalt
Billy Flynn ist 37 Jahre alt und war in jungen Jahren ein erfolgreicher Boxer. Dieser Zeit trauert er immer noch nach und überlegt, wie sein Leben hätte verlaufen können, wenn er sich etwas mehr angestrengt hätte. Jetzt verbringt er seine Zeit auf der Pferderennbahn und verdient sein Geld als Trainer für Galopprennpferde. Er boxt zwar gelegentlich noch, glaubt aber nicht an sein Comeback. Für seinen Sohn T.J. ist sein Vater der größte Held; er ist fest davon überzeugt, dass er noch einmal Karriere machen kann. Um seinem Sohn schließlich ein besseres Leben finanzieren zu können, steigt Billy Flynn noch einmal in den Ring.

## Trivia
Der Film wird oftmals als traurigster Film bezeichnet. Wissenschaftler meinten sogar, dass er Szenen enthalte, die trauriger seien als der Tod von Bambis Mutter.

## Auszeichnungen/Nominierungen
- Der Film wurde 1980 für den Oscar in der Kategorie „Beste Filmmusik“ nominiert.
- Ricky Schroder gewann einen Golden Globe Award als „Bester Nachwuchsdarsteller“, Jon Voight wurde in der Kategorie „Bester Hauptdarsteller – Drama“ nominiert.
- Der Champ war bei den Japanese Academy Awards als „Bester ausländischer Film“ nominiert.
- Die Produktion wurde 1980 bei den Young Artist Awards in zwei Kategorien nominiert.

## Kritik
Das Lexikon des internationalen Films urteilte knapp, dass das verfilmte Familienstück unter der Regie Zeffirellis zu einem „langatmigen Melodram“ geraten sei.